# Hector Guerrero
Hector Manuel Guerrero Yañez (nascido em 1 de outubro de 1954) é um lutador de wrestling profissional mexicano, naturalizado americano, mais conhecido pelo seu ring name Hector Guerrero. Ele atualmente trabalha para a Total Nonstop Action Wrestling como o comentarista assistente em espanhol e road agent.